# Jacqueline Boissière
Jacqueline Boissière, épouse Faure, est une championne française de bowling, licenciée actuellement au « Bigorre Bowling Club » de Tarbes. 
Elle est la 1re française à atteindre un score de 300, lors des Championnats de France de juin 1982 (à Paris).
Elle a participé aux championnats du monde en 1983 (à Caracas). 
Sa dernière performance est d'être encore vice-championne de France catégorie vétérans 2, en  2011 (à La Grave).